# Meandrusa
Meandrusa là một chi bướm ngày thuộc họ Bướm phượng.

## Các loài
- Meandrusa gyas (Westwood, 1841)
- Meandrusa lachinus (Fruhstorfer, 1902)
- Meandrusa payeni (Boisduval, 1836)
- Meandrusa sciron (Leech, 1890)